# シュートボクセ・アカデミー
シュートボクセ・アカデミー（Chute Boxe Academy、略称CBA）は、ブラジルの総合格闘技ジム。通称シュートボクセ。

## 概要
1978年、ネリオ・ボルゲスからムエタイを学んだフジマール・フェデリコが17歳でパラナ州クリチバに設立した。元々はムエタイのジムであり、パンチ・膝蹴り・踏みつけといった打撃で積極的にKOを狙う打撃主体の選手が多い。
貧困から格闘技を始めた選手が多く、基本的にブルジョワな選手の集まりであるブラジリアン・トップチームとは対照的である。またジムに泊り込んで練習に励む選手が多いので、仲間意識が非常に強い。
2004年、東京都中野区中野に日本支部「シュートボクセ・アカデミージャパン」が設立された（2007年10月閉鎖）。
2005年9月、日本から桜庭和志がこのジムに修行に訪れ、10月23日のPRIDE.30において、桜庭の試合のセコンドにフジマール会長ほかシュートボクセ勢が付いた。

## コーチングスタッフ
- フジマール・フェデリコ - ヘッドコーチ

## 主な所属選手
- トーマス・アルメイダ
- ジェニファー・マイア
- ダニエル・アカーシオ
- ファビオ・シウバ

## 元所属選手
- アンデウソン・シウバ（UFC世界ミドル級王者）
- ヴァンダレイ・シウバ(PRIDEミドル級王者)
- マウリシオ・ショーグン（UFC世界ライトヘビー級王者、PRIDE GRANDPRIX2005 優勝)
- ムリーロ・ニンジャ
- クリスチャン・サイボーグ（UFC世界女子フェザー級王者）
- ファブリシオ・ヴェウドゥム（UFC世界ヘビー級王者）
- ガブリエル・ゴンザーガ
- チアゴ・シウバ
- アンドレ・ジダ
- ペレ
- アレッシャンドリ・カカレコ
- ジョルジ・パチーユ・マカコ
- ルイス・アゼレード
- エヴァンゲリスタ・サイボーグ
- アスエリオ・シウバ
- ニーノ・"エルビス"・シェンブリ
- ハファエル・コルデイロ